# Калифорнийское соло
«Калифорнийское соло»  — драма, снятая независимым американским режиссером Маршаллом Леви с Робертом Карлайлом в главной роли. Премьера фильма состоялась 25 января 2012 на кинофестивале «Сандерс» в США. 

## Сюжет
Это история про Лахлана МакАлдонича, бывшего британского поп-рокера, страдающего от смерти брата, одиночества и алкоголизма. Он живет простой жизнью фермера в Лос-Анджелесе, пока его мир не переворачивается вверх дном, когда после очередной пьянки Лахлана задерживает полиция за управление автомобилем в нетрезвом состоянии. Учитывая то, что у него уже была судимость, мужчине грозит депортация. Единственный способ остаться в Америке — доказать всем, что его отсутствие тяжело скажется на жизни родного ему человека. Таким образом Лахлан вспоминает о своей единственной дочери, которую он не видел уже много лет...

## В роляж
- Роберт Карлайл - Лахлан МакАлдонич
- Дэнни Мастерсон - Пол
- Эй Мартинес - Варрен
- Кэтлин Уилхойт - Кэтрин
- Алексия Расмуссен
- Уильям Расс  - Расти
- Нико Никотера - Ник
- Майкл Де Барр - Венделл
- Патрик Галлахер - иммиграционный офицер
- Ella Joyce - Кэрол
- Anna Khaja - Анна
- Robert Cicchini - Доменико
- Brad Greenquist - Пайпер
- Саванна Латем

## Съемки
Маршал Леви говорит о том, что ориентировался на Роберта Карлайла, когда писал сценарий.  Карлайл говорит о том, что источником вдохновения для этой роли послужили в том числе его друзья, братья Галлахер из группы Оазис.
"Касательно моей связи с музыкой, я знал и все еще знаю великое множество всех этих парней, вышедших из эры брит-попа. The Gallaghers, David Orbon, Ian Brown, The Stone Roses – все они мои друзья, так что интересно было представить себе: ну, чтобы с ними стало, если бы они не добились успеха и прозябали бы где-нибудь на ферме в Лос-Анджелесе? На что была бы похожа их жизнь? Как бы они вели себя?" 
Фильм был снят за 21 день в июне 2011 в Leona Valley, Lancaster, Moorpark, и окрестностях Лос-Анджелеса, включая Лос Фелиц, Сильверлэйк, Этвотер Вилладж и Даунтаун.  Заглавная песня была написана специально для фильма Адамом Франклином Adam Franklin.